# 卡尼尤尔
卡尼尤尔（Kaniyur），是印度泰米尔纳德邦Coimbatore县的一个城镇。总人口5807（2001年）。

## 人口
该地2001年总人口5807人，其中男性2854人，女性2953人；0—6岁人口573人，其中男294人，女279人；识字率68.30%，其中男性为75.47%，女性为61.36%。